# 1296 هـ
1296 هـ هي سنة في التقويم الهجري امتدت مقابلةً في التقويم الميلادي بين سنتي 1878 و1879.

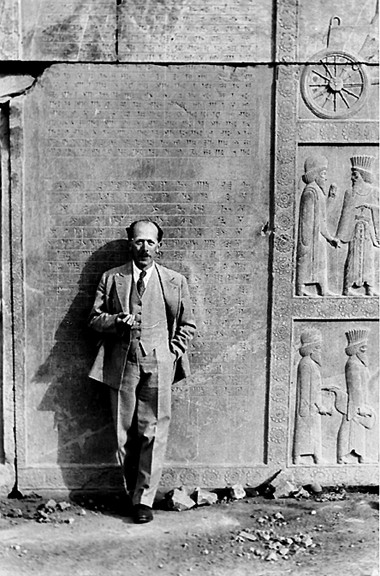
إرنست هرتسفلد

## أحداث
- حاولت الدولة العثمانية أن تحصل من الشيخ عيسى بن علي آل خليفة على موافقة بإنشاء مستودع للفحم في بلاده، وعندما علم بذلك المقيم البريطاني (روبرستون) أبلغ حكومته بالأمر، وتم إقناع الحكومة العثمانية بالعدول عن هذا المشروع لأبعاد النفوذ العثماني عن البحرين. وتم توقيع معاهدة بين بريطانيا والبحرين.
- تقوم إنجلترا بخلع الخديوي إسماعيل في شهر رجب عن الحكم، ويتولى الخديوي توفيق الحكم.
- الأمام عبد الله بن فيصل يحول إدارة الحكم إلى مؤسسة الحكم.

## مواليد
- محمد الطاهر بن عاشور
- محمد زاهد الكوثري
- 17 شعبان - ساطع الحصري.
- الشريف علي بن حسين ملك المملكة الحجازية الهاشمية.
- أبو بكر داغستاني
- أحمد بن يوسف قستي
- إرنست هرتسفلد
- الحاج سري
- حسين أحمد المدني
- غريفيني
- كريزويل
- محمد بن عبد الرحمن بن فيصل آل سعود
- محمد حسن آغا مير القزويني

## وفيات
- البارون دي سلان
- عبد الغني المجددي
- عبد الله بك الزهدي